# Flectobacillus major
Flectobacillus major ist eine Bakterienart. Sie zählt zu der Familie Spirosomaceae. Der Gattungsname leitet sich vom lateinischen Wort „flecto“ (krümmen) und dem lateinischen Wort „bacillus“ (Stab) und bezieht sich auf die Zellform. Der Artname ist von dem lateinischen Wort „major“ (größer) abgeleitet.

## Erscheinungsbild
Die Zellen der Art sind stäbchenförmig, mit verschiedener Stärke gekrümmt. Die Form ist oft wie der Buchstabe C oder wie ein Hufeisen. Es kann eine scheinbar ringförmige Zelle auftreten, die beiden Enden überlappen sich hierbei. Diese Ringe haben einen Durchmesser von ca. 5–10 µm. Die normale Zellgröße, wenn keine Überlappungen vorhanden sind, liegt im Bereich von 0,6–1,0 µm × 1,5–5,0 µm. Manchmal treten auch längere Zellformen auf.
In jungen Kolonien (24–48 Stunden) sind auch schraubenförmige Zellen zu beobachten. Wenn die Kulturen etwas älter sind, treten selten auch schraubige Fadenformen auf, die Länge kann einige 10 µm betragen. In älteren Kulturen werden Ringe nur selten gebildet. Der Durchmesser der Kulturen kann bis zu 5 mm betragen. Der Rand ist glatt, die Kolonie ist transparent. Die Farbe der Kolonie ist hellrosa.

## Wachstum und Stoffwechsel
Es handelt sich um chemo-organotrophe Bakterien. Sie sind streng aerob, also auf Sauerstoff für die Atmung angewiesen. Es findet ein Respirationsstoffwechsel, also eine Atmung, statt. Der Oxidase-Test ist positiv. Gutes Wachstum erfolgt bei 24 °C.

## Systematik
Flectobacillus major zählt zu der Familie Spirosomaceae, welche wiederum zu der Ordnung Cytophagales gehört. Die Abteilung sind die Bacteroidetes.

## Ökologie
Flectobacillus major kommt im Boden und im Süßwasser vor.